# Hogna heeri
Hogna heeri är en spindelart som först beskrevs av Tord Tamerlan Teodor Thorell 1875.  Hogna heeri ingår i släktet Hogna och familjen vargspindlar.
Artens utbredningsområde är Madeira. Inga underarter finns listade i Catalogue of Life.